# Gustav Jensen
Gustav Jensen (Königsberg, 1843 - Colònia, 1895) fou un compositor i violinista alemany.
Entre els seus mestres tingué en Joachim i el 1872 fou nomenat professor de contrapunt del Conservatori de Colònia on va tenir entre altres alumnes al que més tard seria compositor Fassbaender, i Ludwig Wüllner, Josef Frischen, Felix Gotthelf i Émile-Robert Blanchet. Sense posseir el mèrit del seu germà Adolf Jensen, deixà composicions molt apreciables, entre elles: una suite per a piano i violí; un trio; una sonata per a violí; un quartet per a instruments d'arc, peces per a piano, melodies vocals i cors.